# Mutzig
Mutzig là một xã trong tỉnh Bas-Rhin, thuộc vùng Grand Est của nước Pháp, có dân số là 5.584 người (thời điểm 1999).

## Thông tin nhân khẩu
| 1962  | 1968  | 1975  | 1982  | 1990  | 1999  |
| ----- | ----- | ----- | ----- | ----- | ----- |
| 3.087 | 3.703 | 3.891 | 4.174 | 4.552 | 5.584 |

## Nhân vật nổi tiếng
- Louis François Antoine Arbogast, nhà toán học

## Điểm tham quan
- Pháo đài Mutzig
- Tuyến phòng thủ Maginot